# Tanadak (Isole Rat)
Tanadak (Qisxan-tanadaga in lingua aleutina) è una piccola isola che fa parte delle isole Rat, un gruppo delle Aleutine occidentali e appartiene all'Alaska (USA). Si trova circa 5 km ad est di Little Kiska.
Annotata come isola Tannadakh dal capitano Litke nel 1836 e registrata da Teben'kov nel 1852.